# Дует Манія (Болгарія)
Дует Манія — болгарський поп-дует, створений у 1999 році в Софії.
Сестри Даніела та Юлія почали захоплюватися музикою ще змалку в рідному Димитровграді. У віці 11 і 13 років відповідно вони починають співати в дитячому хорі «Щастливо детство» («Щасливе дитинство») вокалістками вокально-інструментального гурту «Искри» («Іскри»).
Після отримання середньої освіти Даніела та Юлія стають вокалістками гурту «Консонанс», створеного їхнім батьком. У 1999 році їх помітив музичний продюсер Вальо Марков, «Полисаунд». Він дав їхньому дуету ім'я «Манія» і підписав з ними угоду про запис альбому.
У 1999 році дівчата записали свій перший альбом «Не е истина», випущений студією «Полісаунд». Альбом включає в себе великі хіти «Светът е за двама» («Світ для двох»), «Песента на щурците» («Пісня цвіркунів»), «Не е истина» («Це неправда»), «Не искам, не мога» («Не хочу, не можу»). Альбом «Не е истина» — один із найпродаваніших альбомів в Болгарії. Було продано понад 50 000 примірників. Всі пісні з альбому стають частиною серії хіт-компіляцій «Клубна Атака», випущених студією «Полісаунд». 2000 року дует Манія отримав назву «Кращий дует 2000 року» від «Арт Рок Център». Дует Манія — один з найуспішніших поп-дуетів в Болгарії. У 2001 році пісня «Не искам, не мога» («Я не хочу, не можу») (музика — Марія Нейкова текст — Стамен Янев, Віктор Стоянов текст — Олександр Петров) був хітом БГ Радіо і включений в компіляцію «Любими песни за любими хора».
Другий альбом дуету Манія, «Хладни очи», був випущений компанію Select Music, поширений StefKos Music. Альбом містить хіти «Хладни очи», «Много далеч» і «Дъжд от любов». Пісня «Много далеч» стала золотим хітом на Planet TV в 2003 році. У 2005 році Даніела і Юлія записали сингл «Whatcha waiting for», написаний Іваном Диневим і Симеоном Сомлевим, студією DiTraks. Одразу за ним вийшов другий сингл «Bitter-sweet», написаний спеціально для пісенного конкурсу Євробачення. Виступ дуету Манія на Євробаченні приносить йому величезну популярність в Європі.
У 2007 році вони записали пісню «I didn't know you», написану Магомедом Алієвим, Мага.
Дует Манія брав участь в численних музичних подіях і концертах найвідомішими болгарськими художниками. Це Лілі Іванова, Василь Найденов, Сільвія Кацарова, Василь Петров, Маргарита Хранова, Йорданка Хрістова, Петя Буюклієва, Тоника, Ілія Ангелов, Камелія Тодорова і БТР. Сестри також записали бек-вокал для Георгі Христова, Камелії Тодорової, Петі Буюклієвої, Ілії Ангелова.
У 2000 році під час гастролей в Республіці Македонія дует «Манія» виступає на розігріві у сербського співака Жерка Самарджича. У 2003 вони були спеціально запрошені Лілі Івановою для виступу на розігріві, на її концерті, де був присутній Жан-Клод Ван Дамм.
Даніела і Юлія мали концерти в усьому світі і завоювали серця мільйонів шанувальників в Норвегії, Німеччини, Данії, Росії, Кіпру, Ізраїлю, Єгипту, Чехії, Англії, Ірландії, Швейцарії, Македонії, Китаю, Південної Кореї і Сполучених Штатів Америки.
У квітні 2007 році Юлія та її чоловік привітали свою першу дитину. Даніела у тому ж році вийшла заміж за колишнього піаніста гурту «Латино партизани» Івеліна Атанасова і вони вирішують жити в Нью-Йорку.
Влітку 2011 року вони виступають на розігріві гурту ABBA на приватній вечірці в Резиденції Бояна.

## Раннє дитинство
Даніела і Юлія народилися в маленькому містечку в південній частині Болгарії, в Димитровграді. Вони зростали у музичному середовищі. Їх батько був музикантом і співаком. Він надихнув дівчат співати з раннього дитинства. Їхня бабуся була народною співачкою. Їх мати — колишня модель і художниця.
Обидва вони закінчують середню освіту в Димитровградській загальноосвітній школі ім. Івана Вазова.
У віці 11 і 13 років Юлія та Даніела почали співати в Дитячому хорі «Щастливо детство» («Щасливе дитинство») диригента Стоянка Росманова. З хором «Щастливо детство» вони часто брали участь на багатьох музичних фестивалях і конкурсах і завжди поверталися додому з першими місцями. У цьому ж віці Даніела та Юлія, під впливом фільму «Божественні тіла», закохалися в аеробіку, а в 2003 році стали ліцензованими інструкторами з аеробіки та степ-аеробіки.
У 13 і 15 років Юлія і Даніела — вокалістки дитячого вокально-інструментального гурту «Іскри». Після закінчення середньої освіти Даніела та Юлія стають вокалістками гурту свого батька «Консонанс».

## Музична кар'єра
Дует Манія була створена в 1999 році музичним продюсером Вальо Марковим (компанія Polysound).
До 1998 року сестри співали поодинці. Даніела закінчила народний та джазовий спів в Національній музичній академії ім. Панчо Владигерова в класі проф. Стефка Онікяна. Вивчала саксофон під керівництвом проф. Влайо Влаєва. Юля пішла на уроки співу під керівництвом проф. Стефки Онікяна.
Сестри почали співати вперше разом у 1998 році як вокалістки гурту «Step on Fire». Вони підписують контракт з з музичною агенцією «RAM» та починають співати на круїзних суднах компанії «Color Line», які подорожували з Норвегії до Данії та Німеччини. У 1999 році вони беруть участь у Міжнародному молодіжному музичному фестивалі «Melfest», що проходив у Республіці Македонія, з піснею «When you believe» і виграли першу премію. У тому ж році вони записали свій перший сингл як дует Mania — «Светът е за двама» (музика — Марія Нейкова, аранжування — Стамен Янев, Віктор Стоянов, текст — Дімітар Точев), який приніс дуету величезний успіх. Сингл, що складався з каверів на болгарські хіти, був записаний Орліном Горановим у 1990 році.
Їх другий сингл «Песента на щурците» (музика — Марія Ганева, аранжування — Стамен Янев, Віктор Стоянов, текст — Димитар Керелезов) став другим хітом. Ця пісня є кавером популярної болгарської пісні, записаної Роксаною Белевою в 1984 році. Їх наступна хітова пісня — «Не е истина» (музика — Василь Новаков, аранжування — Стамен Янев, Віктор Стоянов, текст — Олександр Петров). Але сингл «Не искам, не мога» (музика — Марія Нейкова, аранжування — Стамен Янев, Віктор Стоянов, текст — Олександр Петров) — їх найбільший хіт. Пісня стає хітом на радіо БГ і є частиною двох компіляцій «Клубна Атака», «Полісаунд» і «Любими песни за любими хора», БГ радіо. Пісня «Не искам, не мога» вважається болгарським золотим хітом.
Перший альбом дуету Манія був випущений у 1999 році.
У 2000 році дует Манія отримав назву «Кращий дует 2000 року» Арт-рок-центру. Цього ж року сестри взяли участь у Всесвітньому чемпіонаті з мистецтв у Лос-Анджелесі, штат Каліфорнія, і завоювали 1-ше місце і золоту медаль з піснею «When you believe» в категорії для жіночого поп-дуету.
Під час чемпіонату сестри були помічені компаніями звукозапису, модними агентствами, телевізійними рекламодавцями, які були зацікавлені працювати з ними і запропонували дуету контракти на 2001 рік. Відразу після чемпіонату дует Манія вирушив до Норвегії, де знову співав на круїзних суднах компанії «Color Line» разом з гуртом «Step on Fire». Після закінчення контракту на початку вересня 2001 року дует Манія був запрошений співати в Чикаго 14 вересня. 11 вересня Всесвітній торговий центр в Нью-Йорку був знищений внаслідок теракту, загинуло багато людей. Ця трагедія стала причиною відмови сестер від повернення в Америку.
Того ж року дует Манія створив шоу в Лас-Вегасі разом з балетом «Shake dance» і назвав його « Shake Mania». Шоу було створене суто для компанії «Color Line».
У 2003 році Даніела та Юлія були запрошені до участі у Міжнародному фестивалі пісні та мистецтв (Наньнін, Китай). Вони співають на десяти відкритих сценах і на сцені театру в Наньніні. Даніела і Джулія потрапляють на обкладинки китайських газет і журналів і на телебачення. Внаслідок цього понад 16 мільйонів людей познайомилися з дуетом Mania та його творчістю.
У листопаді 2003 року сестри записали свій другий альбом «Хладни очи». Популярними хітами є пісні «Много далеч» (музика і аранжування — Віктор Стоянов, текст — Гергана Турійська), номіновані як «Златен Хит на Планета ТВ» («Золотий хіт на планеті ТБ»).
«Хладни очи» (музика та аранжування — Стамен Янев, текст — Десислава Софранова) і «Дъжд от любов» (музика та аранжування — Стамен Янев, текст — Гергана Турійська).
У 2004 році дует запросили взяти участь у міжнародному фестивалі «Meet in Beijing», Китай, де «Манія» заспівала разом з рок-групою БТР.
У тому ж році вони беруть участь в міжнародному конкурсі пісні «Universtalent» в Празі, Чехія, деотримали третє місце з піснею «Хладни очи».
У 2005 році сестри прийняли новий виклик. Після короткої творчого перерви, у 2005 році Юлія та Даніела записали пісню " Whatcha waiting for " (музика та аранжування — Іван Динев, Симеон Сомлев, текст — Крум Георгієв) з ідеєю взяти участь у найбільшому європейському музичному конкурсі — Євробачення. Але їх менеджер, Стефан Широков, вимагав від співачок, щоби вони брали участь з іншою піснею, Bitter-sweet, написаною спеціально для конкурсу Георгієм Гоговим, скрипалем і басистом німецького рок-гурту «City». Їх участь в Євробаченні принесла їм величезну популярність в Європі і мільйони шанувальників.
Цього ж року «Манія» брала участь у новому музичному фестивалі «Discovery» у Варні. Дует отримує нагороду за найкраще виконання. У тому ж році дівчата підписали контракт з корейською музичною компанією і вирушили в Сеул (Південна Корея). У 2006 році Даніела та Юлія запрошуються до участі у фестивалі «Blues to Bob Festival» у Лугано (Швейцарія). В ньому також беруть участь Василь Петров і Ангел Заберскі — фортепіано, Івелін Атанасов — фортепіано, Мітко Шанов — бас, Мітко Семов — ударні.
Того ж року вокалістки «Манії» була запрошеними виконавцями Міжнародного джазового фестивалю в Банско. В ньому також беруть участь Івелін Атанасов — фортепіано, Радослав Славчев — бас, Кирил Ташков — гітара, Стоян Копринков — перкусія.
У 2007 році сестри записали новий сингл «Не познавах теб» (музика і аранжування — Мага, текст — Гергана Турійська). Також було записане відео на пісню.
У тому ж році приятель Даніели Івелін Атанасов, колишній піаніст гурту «Латино партизани» виграв грінкарту і запропонував їй шлюб. Вони одружуються і їдуть до Нью-Йорка.
З 2008 року сестри виступають на концертах переважно в США.
Влітку 2009 року дует «Манія» запрошується співати на туристичному судні «M/S Julia», що подорожував з Корка, Ірландії до Суонсі, Уельсу.
У 2014 році Даніела виїжджає з Нью-Йорка і остаточно переїздить до Болгарії. Сестри знову опиняються разом і музична кар'єра дуету знову набирає обертів. Того ж року вони записали сингл «Хиляди въпроси» («Тисячі запитань») на музику і аранжування Стамена Янева і текст Гері Турійської.
У 2015 році дует випустив ремікс свого найбільшого хіта, «Не искам, не мога», зроблений DJ Diass. У цьому ж році їх запросили від філармонії міста Русе для участі в серії концертів «Триб'ют на ABBA». Даніела та Юлія виступають разом з філармонією Русе і з диригентом Димитром Косевим у Русе, Силістрі та Попово.
У 2016 році вийшла серія синглів. Перший — «Whatcha waiting for», ремікс пісні, записаної в 2005 спеціально для конкурсу Євробачення, на музику Івана Динева, аранжування Светліна Ксілева та текст Крума Георгієва. Наступний сингл «Първа среща» за спеціальної участі репера Джуліуса Селестіна, на музику і аранжування Олександра Костова і текст Валентина Ценова. У тому ж році, директор Міжнародного музичного фестивалю «Discovery», Доно Цвєтков пише для них дві пісні — різдвяна пісня «Бяла приказка», і пісня «Ако дал си надежда», записану з дитячою шлягерною студією «Да». «Бяла приказка» входить до різдвяного альбому «Приказка сребърнобяла», а «Ако дал си надежда» — до альбому «Вълшебници».
Три роки поспіль, 2016, 2017 і 2018, дует «Манія» — спеціальні гості на Міжнародному музичному фестивалі «Discovery» у Варні.
У червні 2017 року були дует був оголошений як «Виконавець тижня» на Маркет Радіо. У цьому ж році сингл «Формата» на музику і аранжування чоловіка Даніели Івеліна Атанасова і текст Даніели Петкової спровокували неправомірну поведінку в музичному бізнесі в Болгарії, ставлення ЗМІ до болгарських виконавців і один випадок, коли дует став жертвою шахрайства. Того ж року вокалістки «Манії» співають на круїзному судні, «M/S Amorella» фінської компанії «Viking Line», з гуртом «Groove Connection», що прямував з Фінляндії до Швеції. У 2017 році Даніела і Юлія вперше з'явилися на сцені музичного фестивалю «Бургас и морето» («Бургас і море») з піснею «Парещи следи» на музику і оранжування Стама Янева і текст Валентина Ценова. У тому ж році сестри випустили і сингл «Твоя бях» на музику і аранжування Олександра Костова і текст Валентина Ценова.
У 2018 році «Манія» вперше відвідала сцену літнього театру у Варні на святковому концерті, організованому громадою "Приморски. У червні того ж року сестри були названі «Кращим дуетом 2018 року» на 21-й щорічній премії моди, стилю та шоубізнесу у Варні. Влітку 2018 року записана балада «Wake Me Up» на музику і слова Даніели Петкової і аранжування Живко Василева, яка виникла внаслідок розлучення Даніели з чоловіком.

## Вплив
Вокалістки дуету «Манія» є фанатками таких музикантів як Мерая Кері, Вітні Г'юстон, Арета Франклін, Селін Діон, Тіна Тернер, Донна Саммер, Крістіна Агілера, Бейонсе, Pink, Майкл Джексон, Destiny's Child, Шанайя Твейн та ін.
Улюбленими саксофоністами Даніели є: Майкл Брекер, Кенні Г, Кенді Дульфер, Девід Санборн, Ерік Маріансталь і Джон Колтрейн.

## Приватне життя
У 2007 році Даніела одружилася з Івеліном Атанасовим, колишнім піаністом «Латино партизани». Юлія одружилася з Емілем Дімітровим в 2002 році. У квітні 2007 року у них народилася першау дитина, Ванесса.

## Благодійна діяльність
Сестри підтримують дитячий будинок у Панагюриште.
Даніела каже: «Я ніколи не забуду, як написала різдвяні побажання на 55-х різдвяних листівках. Кожне бажання, яке я написала, відрізнялося від інших, тому що я хотіла, щоб кожна дитина відчувала себе особливою. Ми організували спеціально для них концерт.
Ми взяли для них величезний торт з їхніми улюбленими казковими персонажами. Я ніколи не забуду, як їхні обличчя сяяли від щастя…»
У 2000 році сестри дають серію благодійних концертів «Проти СНІДу».
У 2006 році дівчата беруть участь у благодійному концерті в Національному палаці культури «Не на дрогата» («Ні наркотикам»).
У 2012 році дует «Манія» брав участь у зборі коштів «Cycle for Survival» для наукових досліджень та віднайдення ліків проти раку в Memorial Sloan-Kettering Cancer Center у Нью-Йорку.

## Фільми
| 2000 | Всеки своя пътека си има (У кожного свій шлях) | Дует Манія | Фільм про життя та їх музичну кар'єру дуету |
| 2003 | Дует Манія в Китаї                             | Дует Манія | Фільм про концерти дуету в Китаї (BNT)      |
| 2006 | Нищо подобно (Нічого подібного)                | Дует Манія | Еніфілм — (ТБ 3)                            |

## Дискографія

### Студійні альбоми
- 1999: Не е истина
- 2003: Хладни очи

### Сингли
- 1999: Светът е за двама
- 1999: Песента на щурците
- 1999: Не е истина
- 1999: Не искам, не мога
- 2003: Хладни очи
- 2003: Много далеч
- 2003: Дъжд от любов
- 2005: Whatcha Waiting For
- 2005: Bitter-sweet
- 2007: Не познавах теб
- 2016: Whatcha waiting for

## Нагороди та номінації
1. 1999 — Міжнародний фестиваль молодих талантів — Мельфест, Республіка Македонія — 1-ша премія
2. 2000 — Чемпіонат світу з мистецтва, Лос-Анджелес, Каліфорнія — перша премія та золота медаль
3. 2000 — Арт-рок-центр, Софія, Болгарія — Кращий дует 2000 року
4. 2003 — Весняний конкурс Радіо Горизонт, Болгарське національне радіо — 3-тє місце
5. 2004 — International Song Contest, Universetalent, Прага, Чехія — 3-тє місце
6. 2004 — International Art and Music Festival – Наньнін, Китай
7. 2004 — International Music Festival, Meet in Пекіні, Китай
8. 2005 — Міжнародний фестиваль поп-музики, «Discovery» Варна, Болгарія — Премія за найкраще виконання
9. 2005 — Чемпіонат світу з мистецтва, Лос-Анджелес, Каліфорнія — перша премія та золота медаль
10. 2005 — Пісенний конкурс Євробачення, Болгарія.
11. 2006 — Blues to Bop festivap, Лугано, Швейцарія.
12. 2006 — Міжнародний джазовий фестиваль Банско, Болгарія

## Тури
- 1999: Болгарія / Норвегія
- 2000: Болгарія / Норвегія / Республіка Македонія
- 2001: Болгарія / Норвегія
- 2002: Болгарія / Норвегія
- 2003: Болгарія / Норвегія / Китай
- 2004: Болгарія / Китай
- 2005: Болгарія / Південна Корея
- 2006: Болгарія / Швейцарія
- 2007: Болгарія
- 2008: Болгарія / США
- 2009: США
- 2010: Болгарія / США / Англія / Ірландія
- 2011: Болгарія / США
- 2012: США